# Rudolf von Bünau (Politiker)
Rudolf Graf von Bünau (* 1. Februar 1804 in Nieder-Sohland bei Löbau, Landkreis Görlitz; † 8. Dezember 1866 in Oppeln, Provinz Schlesien) war ein deutscher Rittergutsbesitzer und Parlamentarier.

## Leben
Rudolf von Bünau war der Sohn von Günther von Bünau (1760–1827) und dessen Ehefrau Friederike Wilhelmine von Oppel (1776–1845).
Er studierte an der Universität Leipzig. 1823 wurde er Mitglied des Corps Saxonia Leipzig. Nach dem Studium wurde er Besitzer der Rittergüter Halbendorf und Birkowitz. Er war Kreisdeputierter im Kreis Oppeln.
Bünau war 1863–1866 für den Wahlkreis Oppeln 2 fraktionsloses Mitglied des Preußischen Abgeordnetenhauses.
Am 13. April 1849 heiratete er in Reinhardsgrimma Helene von Brandenstein (* 9. April 1819; † 2. Juli 1900), mit der er zwei Töchter hatte:
- Margarete (1853–1938), Hofdame der Landgräfin Anna von Hessen, geb. Prinzessin von Preußen
- Paula (* 1858) ⚭ 1882 Rudolf von Bünau († 1923)